# Casa de Borujerdi

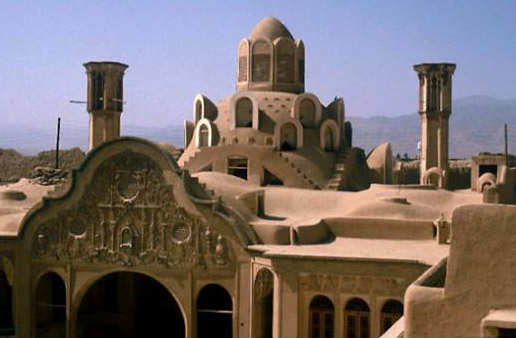
Uma vista da Casa de Borujerdi

A Casa de Borujerdi (Khaneh Borujerdi ha) é um palácio do Irão, constituindo uma importante residência histórica da família Borujerdi na cidade de Caxã, província de Ispaã. É considerado como uma verdadeira obra-prima da arquitectura residencial persa tradicional, tendo sido desenhado por Ustad Ali Maryam.

## História e Arquitectura
O palácio foi construído em 1857 para a noiva de Haji Mehdi Borujerdui, um rico mercador. A noiva provinha da influente família Tabatabaei, para quem Ustad Ali Maryam havia construído a Casa de Tabatabaei alguns anos antes.

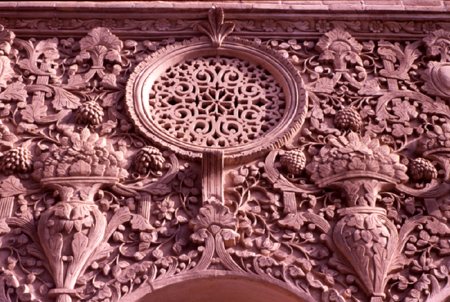
Pormenor dos trabalhos em estuque nas paredes da Casa de Borujerdi, representando flores e frutos.

O palácio desenvolve-se em volta de um belo pátio. Possui esplêndidas paredes pintadas pelo pintor Real Kamal-ol-molk e três torres captadoras de vento com 40 metros de altura, as quais ajudam a refrescar o edifício, promovendo temperaturas anormalmente baixas.
A Casa de Borujerdi possui três entradas, além de todas as marcas clássicas da arquitectura residencial persa tradicional, tais como o biruni e o daruni (andarun).
A construção do edifício foi executada ao longo de 18 anos, com o recurso a 180 artesãos.

## galeria

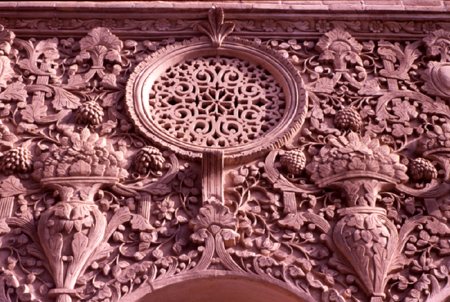
Lavoro in stucco delle pareti della casa raffiguranti flora e frutta
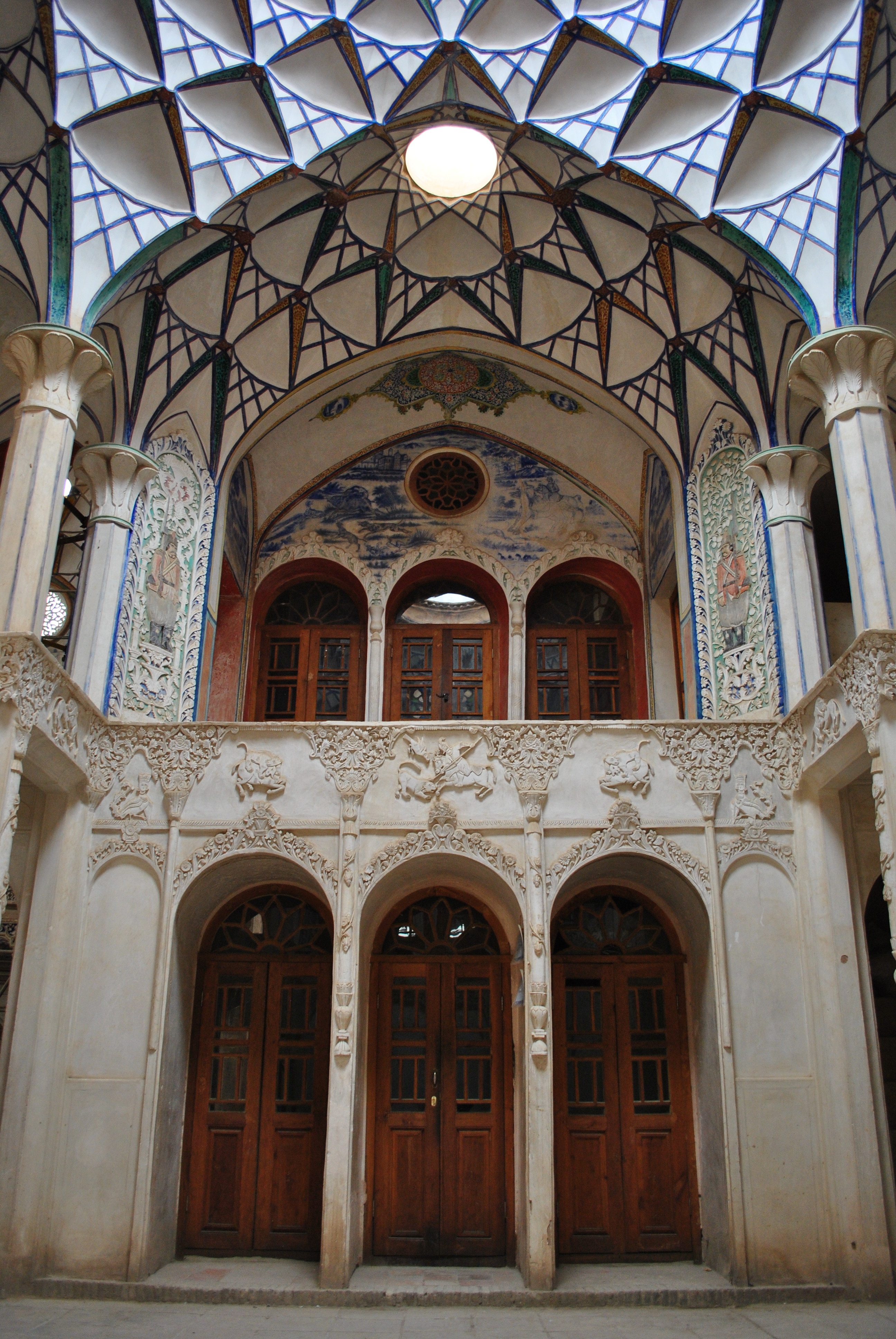
Interni
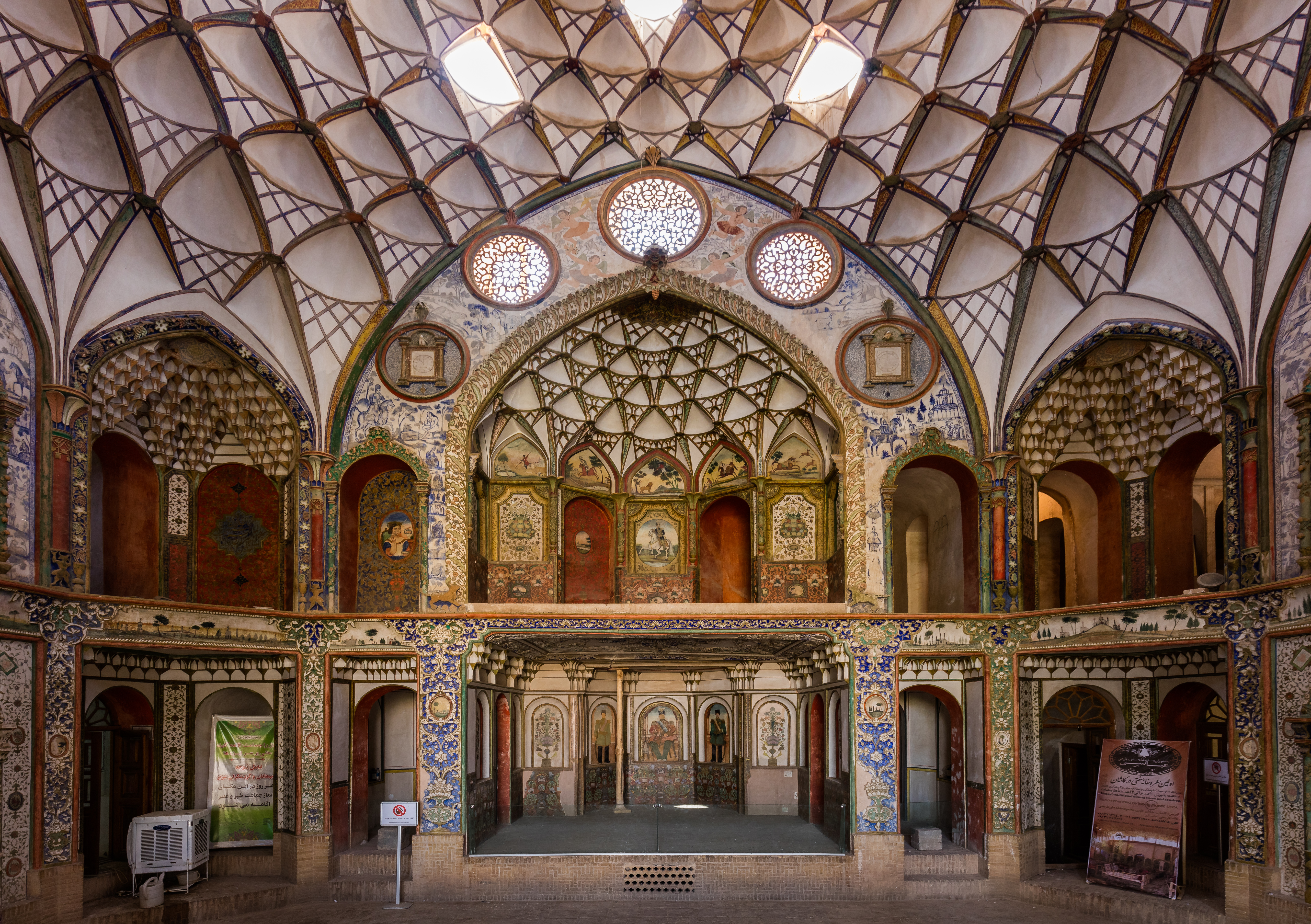
Interni
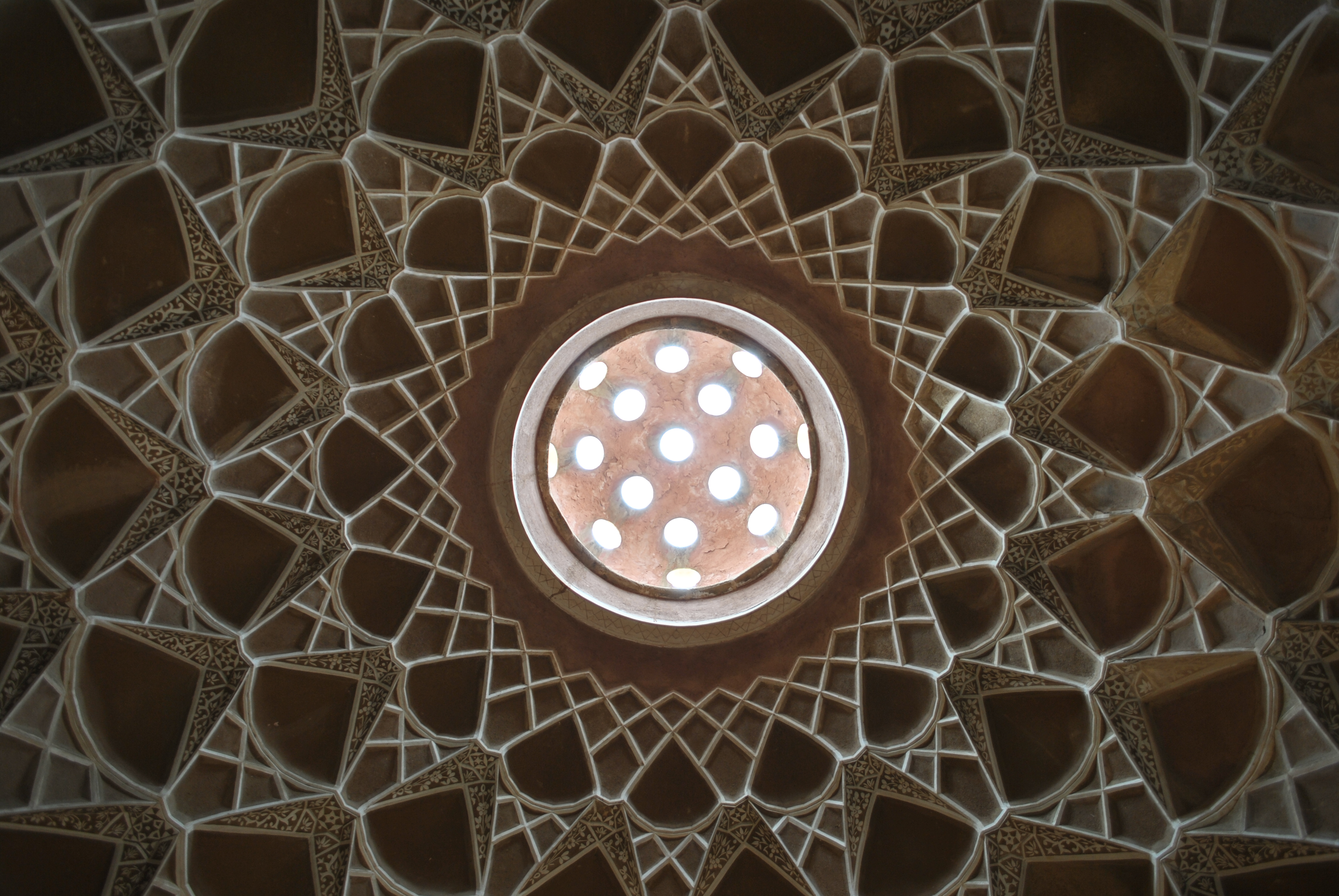
Soffitto della casa
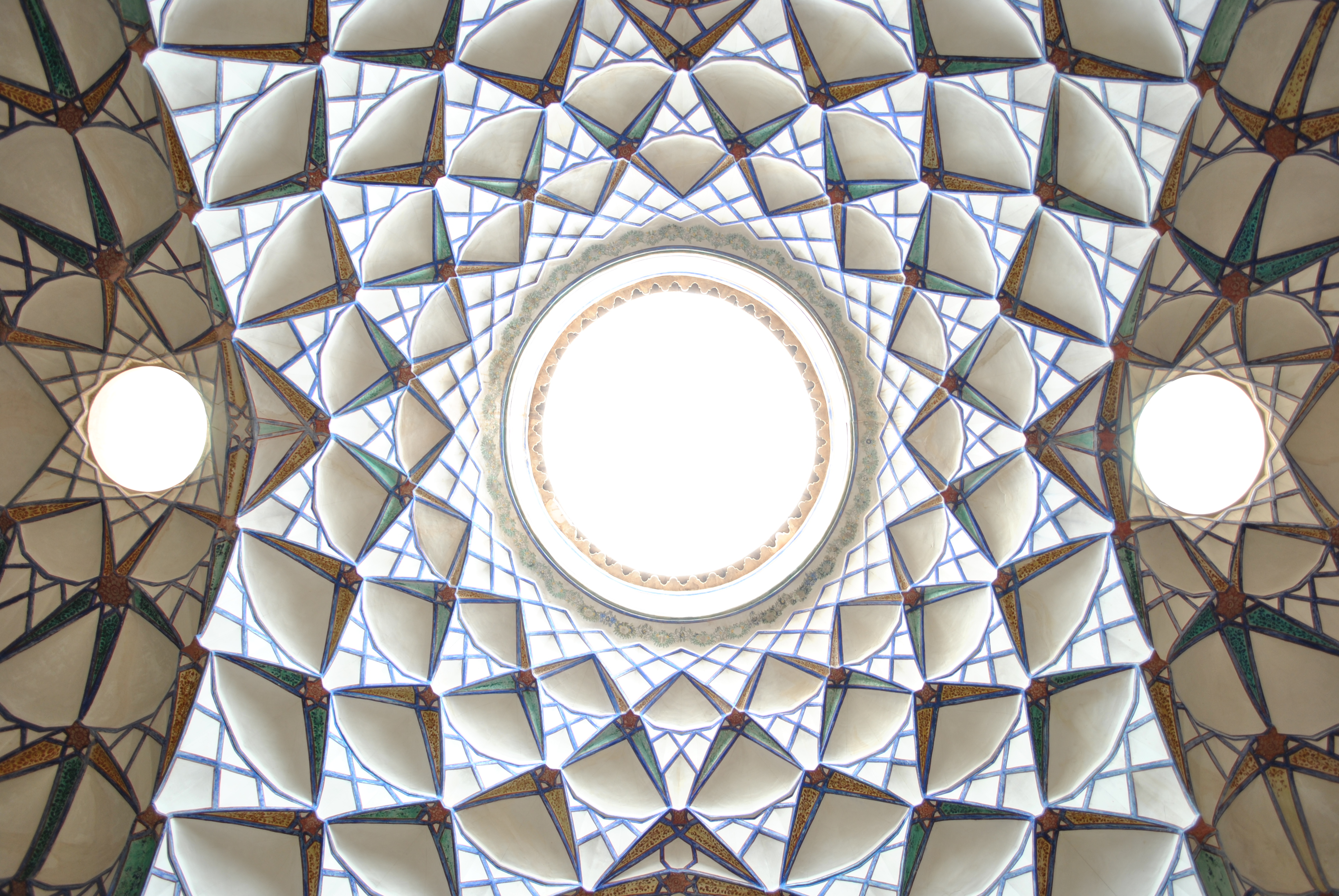
Altro soffitto
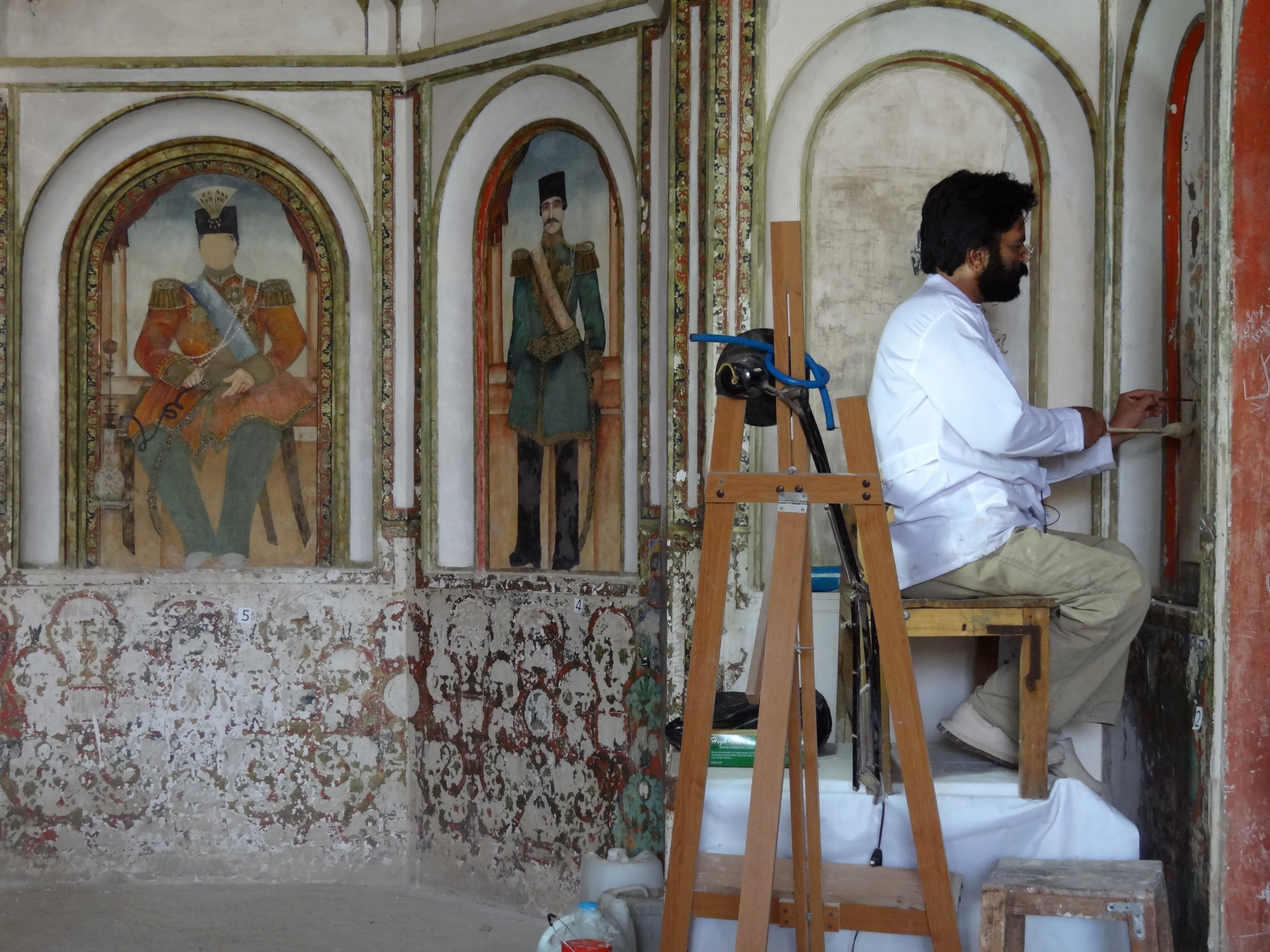
Restauratore al lavoro